# Рио де Оро (Колумбия)
Рио де Оро (на испански: Río de Oro) е град в департамента Сесар, североизточна Колумбия. Населението му е 14 041 души (2015)
Разположен е на 1150 метра надморска височина в планината Източна Кордилера, на 90 километра югозападно от границата с Венецуела и на 130 километра северно от Букараманга. Селището възниква около основан през 1658 година августински манастир. Днес то остава център на област с предимно селскостопанска активност.

## Известни личности
Родени в Рио де Оро
- Сиро Гуера (р. 1981), режисьор